# Liste der Baudenkmäler in Perlach
Auf dieser Seite sind die Baudenkmäler im Münchner Stadtteil Perlach im Stadtbezirk 16 Ramersdorf-Perlach aufgelistet. Zu diesen Baudenkmälern gibt es auch eine Bildersammlung und ein Fotoalbum mit ausgewählten Bildern.
Diese Liste ist Teil der Liste der Baudenkmäler in München. Grundlage ist die Bayerische Denkmalliste, die auf Basis des bayerischen Denkmalschutzgesetzes vom 1. Oktober 1973 erstmals erstellt wurde und seither durch das Bayerische Landesamt für Denkmalpflege geführt und aktualisiert wird. Die folgenden Angaben ersetzen nicht die rechtsverbindliche Auskunft der Denkmalschutzbehörde.

## Ensembles

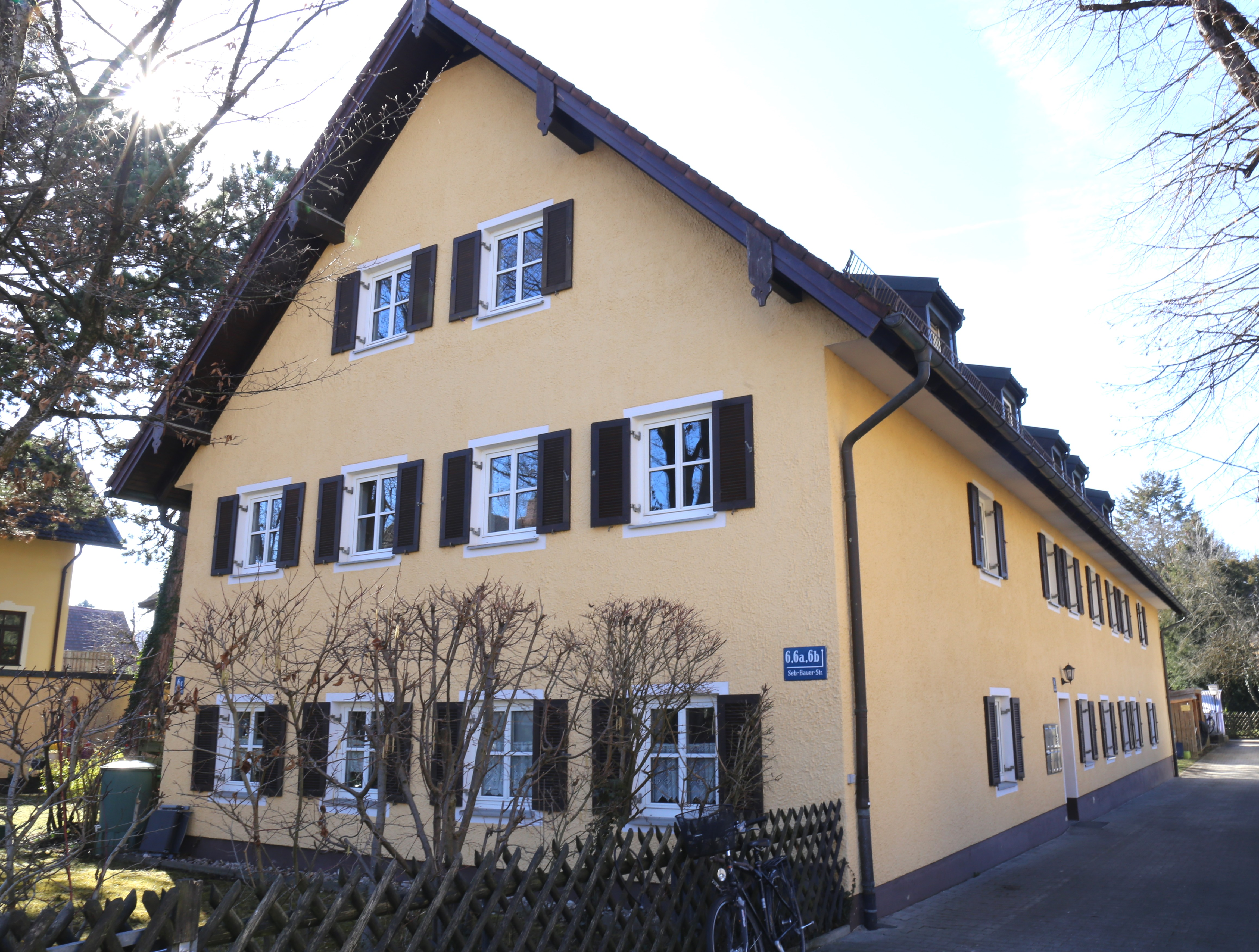
Sebastian-Bauer-Straße 6

- Ortskern Perlach am Pfanzeltplatz. Der gesamte Angerbereich des ehemaligen Dorfes Perlach, wie er sich beidseitig des Hachinger Bachs bis etwa zur Mitte des 19. Jahrhunderts entwickelt hat, zusammen mit seiner städtisch überformten Platzaufweitung in der oberen Hälfte ist ein Ensemble. Im leicht gekrümmten Verlauf der sich lange hinziehenden Sebastian-Bauer-Straße mit dem offen fließenden Hachinger Bach ist die charakteristische ländliche, offene Siedlungsweise mit den giebelständig zur Straße stehenden, bäuerlichen Anwesen deutlich erhalten. Die Bautätigkeit der Jahrhundertwende, die den ehemaligen Dorfplatz städtisch überformt hat, hat sich an den alten Anlagetyp des Angerdorfs gehalten, so dass auch mit Einholung durch die Großstadtlandschaft der Ort Perlach siedlungsgeschichtliche Bedeutung anschaulich macht. (E-1-62-000-52)

## Baudenkmäler
| Lage                                                                                          | Objekt                               | Beschreibung | Akten-Nr.                | Bild           |
| --------------------------------------------------------------------------------------------- | ------------------------------------ | --- | ------------------------ | -------------- |
| Albert-Schweitzer-Straße 36/38/40/42/44/48/50/52/54/56/58/60; Quiddestraße 9/11/15 (Standort) | Evang.-Luth. Lätarekirche            | kubischer Sichtziegelbau, mit verspringendem Fensterband unter dem kupferverkleideten Flachdach, halbrundem Treppenturm beim Eingang und höherer Mauer nach Süden, Innenraum über quadratischem Grundriss, ebenfalls mit Sichtziegeln und mächtigen Holzleimbinderunterzügen, von Heinrich Bäumler, 1969–71; mit Ausstattung; vorgelagerter Kirchplatz mit kurzen Treppen und Mauern sowie zum Platz hochführenden Treppen von Norden und Westen, gleichzeitig | D-1-62-000-11103         | weitere Bilder |
| Fasangartenstraße 3 (Standort)                                                                | Schloss Perlachsoed                  | nach seinem Erbauer auch Neusönner Schlösschen genannt, zweigeschossiger, giebelständiger Massivbau mit Mansardgiebeldach, um 1696 als zweigeschossiger Walmdachbau für Johann Sebald Neusönner errichtet, um 1730 nach Süden erweitert, um 1780 mit Mansarddach erhöht, im 19./20. Jahrhundert zum dreigeschossigen Satteldachbau mit Rundbogenfenstern umgebaut, 2008 umfassende Sanierung und Rückbau mit Mansarddach; Toreinfahrt, Rundbogentor, wohl 18./19. Jahrhundert                                                                                                 | D-1-62-000-1630          | weitere Bilder |
| Hofmarkstraße 8 (Standort)                                                                    | Bauernhaus                           | Einfirsthof, zweigeschossiger, giebelständiger Satteldachbau, um 1878. | D-1-62-000-2742          | weitere Bilder |
| Hofmarkstraße 10 (Standort)                                                                   | Bauernhaus                           | zweigeschossiger, giebelständiger Satteldachbau, Ende 19./ Anfang 20. Jahrhundert; Hausmadonna, 19./20. Jahrhundert | D-1-62-000-2743          | weitere Bilder |
| Hofmarkstraße 19 (Standort)                                                                   | Vorstadthaus                         | zweigeschossiger, traufseitiger Putzbau mit Satteldach und Zwerchhaus, spätes 19. Jahrhundert | D-1-62-000-2744          | weitere Bilder |
| Josef-Beiser-Straße 23/25 (Standort)                                                          | Doppelhaus                           | Wohn- und Geschäftshaus, neubarock, um 1900; vergleiche auch Ensemble Perlach. | D-1-62-000-3102          | weitere Bilder |
| Max-Kolmsperger-Straße 3/3a/5/7/9 (Standort)                                                  | Kirchenzentrum St. Monika            | Pfarrkirche, sechseckiger Sichtziegelbau mit mehrfach gestuftem Pultdach, Pfarrhaus und Pfarramt angegliedert, freistehender Kirchturm mit erdgeschossigem Tordurchgang; Altar, Ambo, Taufstein und Tabernakel, von Blasius Gerg, gleichzeitig; Werktagskapellenfenster, von Edzard Seeger, gleichzeitig Kinderhort, zweigeschossiger Riegel mit Stirnwand aus Sichtziegeln; Kindergarten, eingeschossiger Putzbau aus vier Pavillons mit Pultdächern; Hausmeisterhaus, eingeschossiger Pultdachbau, von Josef Wiedemann mit Rudolf Ehrmann und Volker Westermayer, 1975–1981 | D-1-62-000-9949          | weitere Bilder |
| Ottobrunner Straße 132; Hochäckerstraße 121/123 (Standort)                                    | Bauernhaus                           | Einfirsthof, zweigeschossiger Massivbau mit Satteldach, giebelseitigem Eisenbalkon, traufseitigem Vordach und neubarockem Dekor, bezeichnet 1903 | D-1-62-000-5075          | weitere Bilder |
| Ottobrunner Straße 133 (Standort)                                                             | Bauernhaus                           | ehemaliger Dreiseithof mit ehemaligem Wohnteil, Stall und Brennerei, zweigeschossiger, giebelständiger Putzbau mit Satteldach, 1843 | D-1-62-000-5076          | weitere Bilder |
| Ottobrunner Straße 135 (Standort)                                                             | Gasthof Hufnagel                     | zweigeschossiger, traufseitiger Massivbau mit Satteldach, 1840 | D-1-62-000-5077          | weitere Bilder |
| Ottobrunner Straße 139 (Standort)                                                             | Wohn- und Geschäftshaus              | zweigeschossiger, traufseitiger Putzbau mit Mansarddach und Schweifgiebel, im Kern wohl 18. Jahrhundert, neubarocke Überarbeitung wohl letztes Viertel 19. Jahrhundert; mit Muttergottesrelief an der Giebelseite | D-1-62-000-5078          | weitere Bilder |
| Ottobrunner Straße 143 (Standort)                                                             | Wohn- und Geschäftshaus              | zweigeschossiger Putzbau mit Mansardwalmdach und Zwerchhaus, neubarock, um 1900 | D-1-62-000-5079          | weitere Bilder |
| Peralohstraße 54 (Standort)                                                                   | Villa                                | zweigeschossiger Walmdachbau mit Ecktürmchen und Standerker, von Max Ostermaier, 1903 | D-1-62-000-11055         | weitere Bilder |
| Pfanzeltplatz (Standort)                                                                      | Kriegerdenkmal                       | Steinobelisk auf hohem Sockel mit Inschrifttafeln und davor liegendem Steinlöwen, 1872, 1921 und Mitte 20. Jahrhundert erweitert. | D-1-62-000-5293          | weitere Bilder |
| Pfanzeltplatz 1 (Standort)                                                                    | St. Michael                          | Katholische Pfarrkirche im Ortskern von Perlach, barocker Saalbau mit eingezogenem Chor und Westturm, 1728 bis 30 von Michael Pröbstl und Johann Mayr; mit Ausstattung; alter Friedhof mit Denkmal von 1914. | D-1-62-000-5284          | weitere Bilder |
| Pfanzeltplatz 2; Holzwiesenstraße 20g (Backhaus) (Standort)                                   | Stattliches Bauernhaus               | zweigeschossiger Satteldachbau mit Eisenbalkonen und neubarocker Gliederung, 1885; ehemaliges Backhaus, zweigeschossiger Massivbau mit Satteldach, 1891; Einfriedung und Tor, Pfeilgitterzaun und Gittertor, letztes Viertel 19. Jahrhundert | D-1-62-000-5285          | weitere Bilder |
| Pfanzeltplatz 2a (Standort)                                                                   | Wohnstallhaus                        | ehemaliges Austragshaus, zweigeschossiger Satteldachbau mit gotisierender Haustür, wohl 1830/40 | D-1-62-000-8306          | weitere Bilder |
| Pfanzeltplatz 4 (Standort)                                                                    | Stattliches Bauernhaus               | zweigeschossiger, giebelständiger Massivbau mit Satteldach und traufseitigem Eisenbalkon, 1890 | D-1-62-000-5286          | weitere Bilder |
| Pfanzeltplatz 5 (Standort)                                                                    | Feuerhaus                            | erdgeschossiger Ziegelbau mit Schopfwalmdach, um 1892 | D-1-62-000-5287          | weitere Bilder |
| Pfanzeltplatz 10b (Standort)                                                                  | Volksschule an der Böglstraße        | zweigeschossiger Putzbau mit Schopfwalmdach, Volutenzwerchgiebel und flachem Mittelrisalit mit Volutengiebel, historisierend, 1910; Einfriedung, Kalksteinpfeiler und Holzlattenzaun, gleichzeitig | D-1-62-000-5288          | weitere Bilder |
| Pfanzeltplatz 6 (Standort)                                                                    | Eckhaus                              | neubarocke Gliederung, um 1900; Figurennische mit Immaculata | D-1-62-000-5289          | weitere Bilder |
| Pfanzeltplatz 12 (Standort)                                                                   | Ehemalige Tafernwirtschaft           | zweigeschossiger Putzbau mit Walmdach, bezeichnet 1840 | D-1-62-000-5290          | weitere Bilder |
| Pfanzeltplatz 15 (Standort)                                                                   | Ehemaliges Bauernhaus                | zweigeschossiger, giebelständiger Satteldachbau, 19. Jahrhundert | D-1-62-000-5291          | weitere Bilder |
| Pfanzeltplatz 17, 18 (Standort)                                                               | Ehemaliges Bauernhaus                | zweigeschossiger, giebelständiger Massivbau mit Satteldach, im Kern 19. Jahrhundert; Hausmadonna, wohl 19. Jahrhundert | D-1-62-000-5292          | weitere Bilder |
| Putzbrunner Straße 3 (Standort)                                                               | Ehemaliger Edelsitz                  | ursprünglich wohl dreigeschossiger straßenseitig dreiachsiger Walmdachbau mit traufständigem Anbau nach Westen (Wirtschaftsteil), wohl 18. Jahrhundert, nach Brand als zweigeschossiger Satteldachbau wiederhergestellt, von Jakob Freundorfer, 1886, in jüngerer Zeit stark erneuert und Wirtschaftsteil zu Wohnzwecken ausgebaut | D-1-62-000-5635          | weitere Bilder |
| Putzbrunner Straße 4 (Standort)                                                               | Bauernhaus                           | zweigeschossiger, giebelständiger Satteldachbau, bezeichnet 1872 und Renovierung 1934 | D-1-62-000-5636          | weitere Bilder |
| Putzbrunner Straße 15 (Standort)                                                              | Villa                                | zweigeschossiger Walmdachbau, um 1880/90 | D-1-62-000-11150         | weitere Bilder |
| Putzbrunner Straße 51 (Standort)                                                              | Friedhof Perlach                     | 1902 angelegt, mit Grabdenkmälern ab 1900; Friedhofsgebäude, erdgeschossiger, traufseitiger Putzbau mit Satteldach, Eckrustika und Arkadenvorhalle in von Dreiecksgiebel bekröntem Mittelrisalit, neuklassizistisch, um 1902 | D-1-62-000-5637          | weitere Bilder |
| Putzbrunner Straße 193 (Standort)                                                             | Kiessieb- und Kiesquetschwerk        | hohes, mehrteiliges Werksgebäude in Holzgerüst- und Betonmassivbauweise mit holzverschalten Aufbauten und Förderbändern, zweiteilige Siebanlage für Feucht- und Trockenkiesgewinnung, Silos über Durchfahrten, 1937, erweitert 1938 und 1954; mit technischer Ausstattung | D-1-62-000-8569          | weitere Bilder |
| Putzbrunner Straße 270/272/274 (Standort)                                                     | Pfarrzentrum St. Bruder Klaus        | Anlage aus vier rechtwinklig zur Straße liegenden und um Höfe gruppierten Baukörpern; Pfarrkirche quadratischer Bau mit einseitig gestaffeltem Satteldach und gestuft vorgezogenem Kirchturm in Sichtziegel; Pfarrkirche mit Ausstattung, unter anderem von Blasius Gerg und Karl Potzler Pfarrhaus, Kindergarten und Gemeindesaal, jeweils erdgeschossige Pultdachbauten mit Stirnwänden in Sichtziegel; von Josef Wiedemann, 1966–1969 | D-1-62-000-9136          | weitere Bilder |
| Quiddestraße 4 (Standort)                                                                     | Mehrzweckgebäude (Mensa-Gebäude)     | zur Straße ebenerdiger und zum Schulhof zweigeschossiger Sichtbetonbau mit bewegter Dachlandschaft auf polygonalem Grundriss, hofseitig mit großzügiger Durchfensterung, Terrassen und Treppenanlage und abgesenktem Außenbereich, von Bernhard von Busse und Eberhard Schunck, 1973–1975 | D-1-62-000-9137          | weitere Bilder |
| Schmidbauerstraße 38 (Standort)                                                               | Bauernhaus                           | zweigeschossiger, giebelständiger Satteldachbau mit seitlicher Laube, wohl 1. Hälfte 19. Jahrhundert, lobende Erwähnung beim Fassadenpreis 2005 | D-1-62-000-6251          | weitere Bilder |
| Schmidbauerstraße 44 (Standort)                                                               | Ehemaliges Perlacher Hofmarksschloss | 1736 für Baron Lorenz Bernhard von Chlingensperg als zweigeschossiger Walmdachbau errichtet, nachträglich aufgestockt, jetzt Teil des Krankenhauses Perlach; Einfriedung an der westlichen Grundstücksbegrenzung, verputzte Steinmauer, Ende 19. Jahrhundert. | D-1-62-000-6252          | weitere Bilder |
| Schneckestraße 17 (Standort)                                                                  | Gaststätte                           | Perlacher Bahnhofswirtschaft mit Nebengebäude, 1904 bis 1905; im Bereich des Perlacher Bahnhofs, vergleiche Stephensonplatz 1. | D-1-62-000-6275          | weitere Bilder |
| Sebastian-Bauer-Straße 4 (Standort)                                                           | Eckhaus                              | zweigeschossiger Putzbau mit Satteldach, einseitig mit Schopfwalm, und Eckturm mit Spitzhelm, Fachwerkgeschoss und Eisenbalkon, Neurokoko, um 1900 | D-1-62-000-6406          | weitere Bilder |
| Sebastian-Bauer-Straße 5 (Standort)                                                           | Ehemaliges Bauernhaus                | zweigeschossiger, traufseitiger Massivbau mit Satteldach, wohl 1. Hälfte 19. Jahrhundert | D-1-62-000-6407          | weitere Bilder |
| Sebastian-Bauer-Straße 8 (Standort)                                                           | Wohnhaus                             | zweigeschossiger, giebelständiger Putzbau mit Satteldach und Eisengitterbalkonen, 1904 | D-1-62-000-6410          | weitere Bilder |
| Sebastian-Bauer-Straße 9 (Standort)                                                           | Wohnhaus                             | zweigeschossiger, traufseitiger Putzbau mit Satteldach, Mittelrisalit und Eisenbalkonen, bezeichnet 1894 | D-1-62-000-6411          | weitere Bilder |
| Sebastian-Bauer-Straße 10 (Standort)                                                          | Ehemaliges Bauernhaus                | zweigeschossiger, giebelständiger Massivbau mit Satteldach, 1893 | D-1-62-000-6412          | weitere Bilder |
| Sebastian-Bauer-Straße 12 (Standort)                                                          | Bauernhaus                           | zweigeschossiger, giebelständiger Massivbau mit Satteldach, 1827 | D-1-62-000-6413          | weitere Bilder |
| Sebastian-Bauer-Straße 13 (Standort)                                                          | Ehemaliges Bauernhaus, dann Gasthaus | zweigeschossiger, giebelständiger Massivbau mit Satteldach und traufseitigem Holzbalkon, 19. Jahrhundert | D-1-62-000-6414          | weitere Bilder |
| Sebastian-Bauer-Straße 17 (Standort)                                                          | Stattlicher Bauernhof                | zweigeschossiger, giebelständiger Satteldachbau, Wohnteil mit Mezzaningeschoss und Balkon mit Balustern, Ende 19. Jahrhundert | D-1-62-000-6415          | weitere Bilder |
| Sebastian-Bauer-Straße 21 (Standort)                                                          | St. Paulus                           | Evangelisch-Lutherische Kirche, neugotischer Bau mit Giebelreiter, 1848–1849 von Georg Friedrich Ziebland. | D-1-62-000-6417          | weitere Bilder |
| Sebastian-Bauer-Straße 22 (Standort)                                                          | Ehemalige evangelische Schule        | zweigeschossiger Bau mit Zeltdach, 1888–1889 | D-1-62-000-6418          | weitere Bilder |
| Sebastian-Bauer-Straße 23 (Standort)                                                          | Evangelisch-lutherisches Pfarrhaus   | 1903 von Theodor Fischer; zum Teil verändert | D-1-62-000-6419 Wikidata | weitere Bilder |
| St.-Koloman-Straße 9 (Standort)                                                               | Kath. Pfarrhaus zu St. Michael       | zweigeschossiger verputzter Bau mit hohem Walmdach und gestuftem Traufgesims, in Heimatstilformen, von Richard Steidle, 1935 | D-1-62-000-11289         | weitere Bilder |
| Stephensonplatz 1 (Standort)                                                                  | Bahnhof Perlach                      | mehrteilige Gebäudegruppe, bestehend aus zweigeschossigem Hauptpavillon mit Satteldach, Risalit und Schweifgiebeln, erdgeschossigem Nebenpavillon mit Satteldach und Schweifgiebeln und erdgeschossigem, traufseitigem und zu den Gleisen hin offenem Verbindungstrakt, Jugendstil, 1904 | D-1-62-000-6670 Wikidata | weitere Bilder |
| Unterbiberger Straße 68 (Standort)                                                            | Teile einer Gartenanlage             | Einfriedung mit Betonpfosten und -mauern sowie schmiedeeisernem Zaun, teils barockisierend und teils klassizisierend, 1906; Kapelle, kleiner Satteldachbau mit polygonalem Schluss und Dachreiter über dem Eingang, 1906/07 | D-1-62-000-9976 Wikidata | weitere Bilder |

## Ehemalige Baudenkmäler
In diesem Abschnitt sind Objekte aufgeführt, die früher einmal in der Denkmalliste eingetragen waren, jetzt aber nicht mehr. Objekte, die in anderem Zusammenhang also z. B. als Teil eines Baudenkmals weiter eingetragen sind, sollen hier nicht aufgeführt werden. Aktennummern in diesem Abschnitt sind ehemalige, jetzt nicht mehr gültige Aktennummern.

| Lage                                 | Objekt                | Beschreibung | Akten-Nr.                | Bild                  |
| ------------------------------------ | --------------------- | --- | ------------------------ | --------------------- |
| Sebastian-Bauer-Straße 6 (Standort)  | Bauernhaus            | 19. Jahrhundert; 2010 aus der Denkmalliste gestrichen                                                                       |                          | Bauernhaus            |
| Sebastian-Bauer-Straße 7 (Standort)  | Bauernhaus            | zweigeschossiger, giebelständiger Massivbau mit Satteldach, 19. Jahrhundert in der aktuellen Denkmalliste nicht verzeichnet | D-1-62-000-6409 Wikidata | weitere Bilder        |
| Sebastian-Bauer-Straße 18 (Standort) | Wohnhaus              | zweigeschossiger, traufseitiger Satteldachbau, 19. Jahrhundert in der aktuellen Denkmalliste nicht verzeichnet              | D-1-62-000-6416          | Wohnhaus              |
| Sebastian-Bauer-Straße 24 (Standort) | Ehemaliges Bauernhaus | 2011 aus der Denkmalliste gestrichen                                                                                        |                          | Ehemaliges Bauernhaus |